# スタイミー
スタイミー (Stymie) とはアメリカ合衆国の競走馬である。スタイミーとは妨害物、障害物、難局を意味し、その名のとおり131戦ものレースを走りぬき、デヴィルダイヴァー、アームド、アソールトといった名馬たちと名勝負を繰り広げた。「20世紀のアメリカ名馬100選」では41位に選ばれている。

## 戦績

### 2 - 3歳時
血統的にまったく見るところのないスタイミーのデビュー戦は1943年5月7日、ジャマイカ競馬場のクレーミング競走であった。結果は7番人気の7着、続くレースも12頭中の11着とまったく見るところがなかった。
だが、スタイミーは毎週のようにレースに出走するうちにだんだんと良いところを見せ始め、デビューから3か月後、14戦目のクレーミング競走でようやく初勝利を挙げる。この後も毎週のように走り続けるが、2 - 3歳時はなかなか勝ちきれず、57戦するもステークス競走には勝つことができなかった。

### 4歳 - 5歳前半
4歳の5月、グレイラグハンデキャップでついに念願のステークス制覇を果たしたスタイミーは、その勢いを駆ってサバーバンハンデキャップに出走する。ここで時の最強馬デヴィルダイヴァーと対戦するが、2馬身差の2着に敗れる。だが2戦後のブルックリンハンデキャップでは、今度は52.5キログラムの軽ハンデを生かして勝利すると同時に、デヴィルダイヴァーのニューヨークハンデキャップ三冠達成を阻止した。
得意の追い込み戦法に磨きがかかったスタイミーは、年末のピムリコスペシャルステークスでアームドと初対戦するが6馬身差の3着に敗れる。5歳時はディキシーハンデキャップ・サバーバンハンデキャップでアームドと連戦するが、2着・3着と勝つことはできなかった。連覇を目指して出走したブルックリンハンデキャップではギャロレットと大接戦をするもクビ差2着で、ふたたび勝ちきれない癖が顔を覗かせたかに見えた。だが、ホイットニーハンデキャップでネイティヴダンサーの父となるポリネシアンらを破って勝利すると、サラトガカップでは単走を実現。最強馬の一角の地位を不動のものとした。

### アソールトとの激闘
サラトガカップのあと、マンハッタンハンデキャップでスタイミーは2歳年下のアメリカ三冠馬、アソールトと対峙する。同馬とはここから翌年のベルモントゴールドカップまで8度に渡り対戦した。以下に成績を示す。
マンハッタンハンデキャップ
○スタイミー（1着）
●アソールト（3着）
ギャラントフォックスハンデキャップ
○スタイミー（1着）
●アソールト（3着）
着差4 1/2身
ピムリコスペシャルステークス
○アソールト（1着）
●スタイミー（2着）
着差6馬身
グレイラグハンデキャップ
○アソールト（1着）
●スタイミー（4着）
着差2 1/2馬身
サバーバンハンデキャップ
○アソールト（1着）
●スタイミー（4着）
着差10馬身
ブルックリンハンデキャプ
○アソールト（1着）
●スタイミー（2着）
着差3馬身
バトラーハンデキャップ
○アソールト（1着）
●スタイミー（2着）
着差アタマ差
ベルモントゴールドカップ
○スタイミー（1着）
●アソールト（3着）
着差4 1/4差

### 6歳後半 - 引退
約1年におよんだアソールトとの激闘のあともスタイミーは走り続け、アケダクトハンデキャップではギャロレットに完勝する。だが11月に種子骨にヒビが入る怪我を負って、約半年の休養を余儀なくされる。
7歳になり、休養から復帰したスタイミーはメトロポリタンハンデキャップに勝利し、アケダクトハンデキャップはレコードで連覇を達成するが、その後振るわず、10月1日のニューヨークハンデキャップを最後に引退した。獲得賞金91万8485ドルは、アームドを抜いて当時の新記録だった。

## 血統表
| スタイミーの血統（ピーターパン系 / Man O' War 3x3=25.00%、 Colin 母内3x5=15.63%、 Broomstick 父内4x4=12.50%、 Commando 4x5=9.38%） | スタイミーの血統（ピーターパン系 / Man O' War 3x3=25.00%、 Colin 母内3x5=15.63%、 Broomstick 父内4x4=12.50%、 Commando 4x5=9.38%） | スタイミーの血統（ピーターパン系 / Man O' War 3x3=25.00%、 Colin 母内3x5=15.63%、 Broomstick 父内4x4=12.50%、 Commando 4x5=9.38%） | （血統表の出典）  | （血統表の出典） |
| 父 Equestrian 1936 栗毛 アメリカ                                                                                                   | 父の父Equipoise 1928 栗毛 アメリカ                                                                                                 | Pennant | Peter Pan         | Peter Pan        |
| 父 Equestrian 1936 栗毛 アメリカ                                                                                                   | 父の父Equipoise 1928 栗毛 アメリカ                                                                                                 | Pennant | Royal Rose        |                  |
| 父 Equestrian 1936 栗毛 アメリカ                                                                                                   | 父の父Equipoise 1928 栗毛 アメリカ                                                                                                 | Swinging | Broomstick        | Broomstick       |
| 父 Equestrian 1936 栗毛 アメリカ                                                                                                   | 父の父Equipoise 1928 栗毛 アメリカ                                                                                                 | Swinging | Balancoire        |                  |
| 父 Equestrian 1936 栗毛 アメリカ                                                                                                   | 父の母Frilette 1924 鹿毛 アメリカ                                                                                                  | Man O' War | Fair Play         | Fair Play        |
| 父 Equestrian 1936 栗毛 アメリカ                                                                                                   | 父の母Frilette 1924 鹿毛 アメリカ                                                                                                  | Man O' War | Mahubah           |                  |
| 父 Equestrian 1936 栗毛 アメリカ                                                                                                   | 父の母Frilette 1924 鹿毛 アメリカ                                                                                                  | Frillery | Broomstick        | Broomstick       |
| 父 Equestrian 1936 栗毛 アメリカ                                                                                                   | 父の母Frilette 1924 鹿毛 アメリカ                                                                                                  | Frillery | Petticoat         |                  |
| 母 Stop Watch 1933 黒鹿毛 アメリカ                                                                                                 | 母の父On Watch 1917 鹿毛 アメリカ                                                                                                  | Colin | Commando          | Commando         |
| 母 Stop Watch 1933 黒鹿毛 アメリカ                                                                                                 | 母の父On Watch 1917 鹿毛 アメリカ                                                                                                  | Colin | Pastorella        |                  |
| 母 Stop Watch 1933 黒鹿毛 アメリカ                                                                                                 | 母の父On Watch 1917 鹿毛 アメリカ                                                                                                  | Rubia Granda | Greenan           | Greenan          |
| 母 Stop Watch 1933 黒鹿毛 アメリカ                                                                                                 | 母の父On Watch 1917 鹿毛 アメリカ                                                                                                  | Rubia Granda | The Great Ruby    |                  |
| 母 Stop Watch 1933 黒鹿毛 アメリカ                                                                                                 | 母の母Sunset Gun 1927 栗毛 アメリカ                                                                                                | Man O' War | Fair Play         | Fair Play        |
| 母 Stop Watch 1933 黒鹿毛 アメリカ                                                                                                 | 母の母Sunset Gun 1927 栗毛 アメリカ                                                                                                | Man O' War | Mahubah           |                  |
| 母 Stop Watch 1933 黒鹿毛 アメリカ                                                                                                 | 母の母Sunset Gun 1927 栗毛 アメリカ                                                                                                | Eventide | Uncle             | Uncle            |
| 母 Stop Watch 1933 黒鹿毛 アメリカ                                                                                                 | 母の母Sunset Gun 1927 栗毛 アメリカ                                                                                                | Eventide | Noontide F-No.1-h |                  |

## 備考
1. ↑  出走馬の売却を前提としたレースのことで、北アメリカの競馬の下級条件戦に多くみられる形態である。例えば、1500ドルのクレーミング競走に出走した馬は、ほかの馬主から譲渡要求があった場合、その価格で売却しなければならない。